# Tropisch of subtropisch naaldwoud
Het tropisch of subtropisch naaldwoud is een WWF-bioom. 
Het wordt voornamelijk aangetroffen in Centraal-Amerika, maar er zijn er ook enige in Azië. Het WWF telt hier de wouden van Indochina niet bij. Deze worden ingedeeld bij de biomen tropisch of subtropisch regenwoud en tropisch of subtropisch droog woud. 
De neerslag is vrij gering en de temperatuurschommelingen vrij klein.
Het bioom heeft meestal een dichte, gesloten boomlaag die het licht blokkeert en daardoor is er maar weinig groei in de lagen eronder. Het grondvlak is vaak bedekt met varens of met schimmels. Er is een aanzienlijke mate van endemie en van bèta-diversiteit
Het bioom is erg in trek bij trekvogels en trekkende insecten, zoals vlinders, uit gematigder streken.

## Galerij

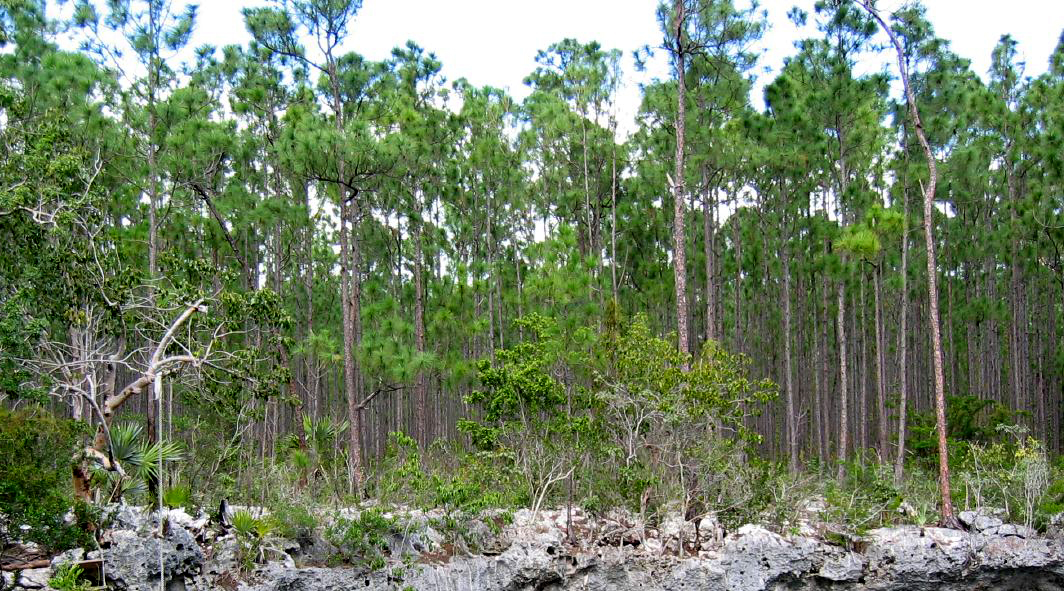
Pinus caribaea var. bahamensis